# Francesco Domenico De Lorenzo
Francesco Domenico De Lorenzo (Laerru, 1907 – Cagliari, 1965) è stato un prefetto italiano.

## Biografia
Nato da Alfredo, medico-chirurgo di famiglia siciliana in Sardegna dal 1693, e da Anna Falcucci, docente di filosofia di famiglia corso toscana, nipote di Francesco Domenico Falcucci  e cugino di Giovanni de Lorenzo, fu amico di Dino Buzzati, Giuseppe Terragni, Alfredo Ottaviani, Gaetano Marzotto, Enrico Mattei, Antonio Gutierrez, Zeno Colò.
Liceale, entrò nel Partito Fascista e partecipò alla marcia su Roma (1922). Studente in Giurisprudenza all'Università di Padova, fu presidente territoriale del Gruppi universitari fascisti. Fece parte del Direttorio Federale del Fascismo e fu comandante territoriale della Legione Avanguardie. Ufficiale della Milizia volontaria per la sicurezza nazionale, fu istruttore di sci nei corsi sciatori e si affermò nei campionati della Milizia e in gare nazionali. Svolse il servizio militare come sottotenente di Artiglieria del Regio Esercito (1924-1928).
Dopo la laurea (1928), lavorò nello studio di Francesco Carnelutti (1928-1930). Vinse i concorsi nelle amministrazioni dell'Interno e della Giustizia del Regno d'Italia. Nipote di prefetto optò per la carriera prefettizia. Fu consigliere di prefettura a Vicenza, Belluno e Como (1930-40). 
Ufficiale di artiglieria durante la seconda guerra mondiale, al rientro dal fronte, dopo la costituzione della RSI, il Ministero dell’Interno del "governo insurrezionale", lo trasferì a Ferrara come consigliere del prefetto Enrico Vezzalini e poi a Treviso.
Dopo la guerra, fu prefetto vicario di Vercelli e Venezia (1951-1954), prefetto di II e I Classe della Repubblica italiana di Nuoro, Macerata, Catanzaro  e  Livorno nel periodo delle proteste contro il governo Tambroni, quando si verificano gravi scontri tra la popolazione e i paracadutisti della Brigata Folgore di stanza in città (1954-63) e  rappresentante del governo in Sardegna (1963-65). 
Morì a cinquantasette anni per i postumi di una rovinosa caduta da cavallo. È sepolto nel cimitero monumentale di Bonaria, dove una scultura di Pinuccio Sciola orna la sua tomba.